# Perisphaeria micans
Perisphaeria micans är en kackerlacksart som beskrevs av Hermann Burmeister 1838. Perisphaeria micans ingår i släktet Perisphaeria och familjen jättekackerlackor. Inga underarter finns listade i Catalogue of Life.